# 卵胶球虫
卵胶球虫（学名：Collosphaera elliptica）为胶球虫科胶球虫属的动物。在中国，分布于南海等海域。